# Nicolas Cadiat
Nicolas Cadiat, né à Metz le 22 juin 1805, mort le 12 décembre 1856 à Toulon, ingénieur civil, ancien élève de l'école des Arts et Métiers de Châlons-sur-Marne (Châlons 1820), diplômé en 1824, président de la Société des inventeurs. 

## Biographie
Nicolas Cadiat est diplômé de l'école des Arts et Métiers de Châlons-en-Champagne, en 1824 (Châlons 1820). À sa sortie de l'école, il travaille comme dessinateur aux études préparatoires du canal maritime de Paris au Havre.
De 1824 à 1828, il est successivement employé aux ateliers de constructions mécaniques de Risler frères et Dixon à Cernay, les premiers ateliers installés en Alsace sur une grande échelle, puis il travaille à l'usine de Charenton de Manby, Wilson et Cie, la première forge montée à l'anglaise construite en France. Ces derniers ont acheté le 12 janvier 1826 les usines et mines du Creusot et sont propriétaires des houillères de Blanzy avant de faire faillite en 1833.
En 1829, il dirige la fonderie de Fourchambault. Il fait des études de résistance des matériaux pour rechercher les conditions d'emploi les plus avantageuses pour substituer la fonte à la pierre et au bois. Il participe à l'étude et à la construction de nombreux ponts, portes d'écluses et viaducs construits par cet établissement, jetés sur la Garonne, la Loire, la Seine et d'autres rivières et canaux. Il coopère à la réalisation du pont du Carrousel conçu par Antoine-Rémy Polonceau. Ce dernier avait pris conseil auprès d'Émile Martin, directeur de la Fonderie de Fourchambault avant de le construire à partir de 1833. Il avait été décidé de faire un pont d'essai à 60 km de Nevers pour vérifier la fiabilité de la méthode de fabrication des arcs. Il fait adopter par Polonceau son mode de calage de la courbure des arcs.
Alors ingénieur civil s'intéressant à la construction de ponts en fer, installé à Fourchambault, il présente, en juin 1831, à la Société industrielle de Mulhouse (SIM) un mémoire sur une nouvelle ferme pour des ponts suspendus qu'il a utilisé pour la construction de ponts à Cuzy et à Bec-d'Allier
En 1832 il est nommé ingénieur membre de la SIM comme ingénieur en ponts à Fourchambault.
En 1835, il dirige la construction des machines à vapeur à deux cylindres et à condensation du système Wolf dans les Ateliers d'André Koechlin. Puis il crée les forges anglaises des houillères de Ronchamp, en Haute-Saône, ainsi que leurs hauts-fourneaux.
Il a donné les plans de la ligne de chemin de fer Mulhouse-Thann le 25 mai 1836 sous le titre Proposition au sujet d'un chemin de fer entre Mulhause et Thann qu'il présente à la SIM, association d'intérêt public. Finalement ce projet échoue par la volonté d'un des plus importants industriels de Mulhouse, Nicolas Koechlin (1781-1852), d'intervenir sur ce projet comme concessionnaire en s'appuyant sur un projet fait par un ingénieur des ponts et chaussées, Pierre-Dominique Bazaine (1809-1893).
Il est recruté en décembre 1836 par Amélie Louis de Dietrich (1799-1854) pour développer l'atelier de Reichshoffen. Pour l'attacher à l'entreprise et assurer sa croissance dans le domaine de la construction mécanique, elle lui donna un salaire élevé et un statut d'associé dans la nouvelle société créée pour la circonstance et regroupant les actifs de l'atelier de Reichshoffen. Il possédait 1/9e du capital mais percevait 1/3 des bénéfices. La nouvelle société va se développer, entre 1837 et 1841, dans le matériel pour les chemins de fer, les machines pour l'industrie textile et les bateaux à vapeur pour la navigation sur le Rhin. Le bénéfice net cumulé se monta à 68 426 francs. Il réalise aussi le pont suspendu et le barrage de la Robertsau. Il construit des turbines du système Fourneyron et en construit d'autres de son invention, des machines soufflantes, des machines de forge et des machines à vapeur.
Antoine-Rémy Polonceau avait abandonné les droits sur son brevet de pont aux frères Albert et Eugène de Dietrich, fils d'Amélie, associé à Nicolas Cadiat dans les Ateliers de Reichshoffen. Ils construisent en 1841 le pont Saint-Thomas, à Strasbourg, qui enjambe l'Ill. Les arcs en fonte n'ont pas été renforcés par un remplissage en bois bituminé et restèrent vides.

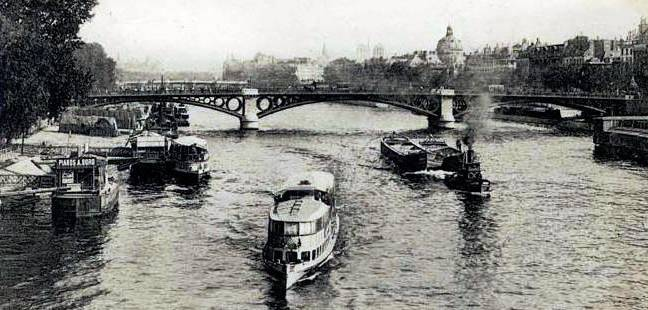
Pont du Carrousel de 1833, sur la Seine, à Paris.
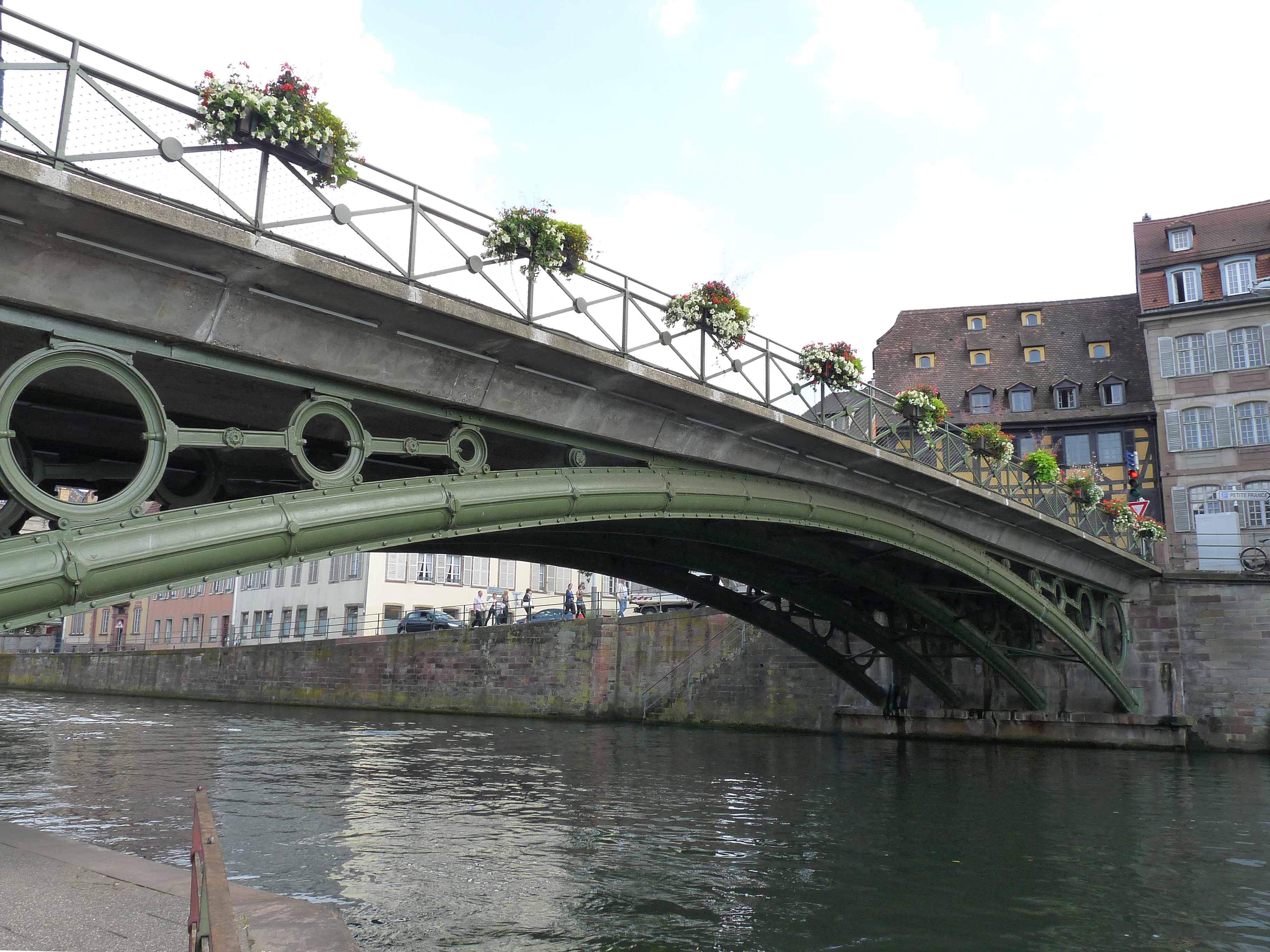
Pont Saint-Thomas sur l'Ill, à Strasbourg.
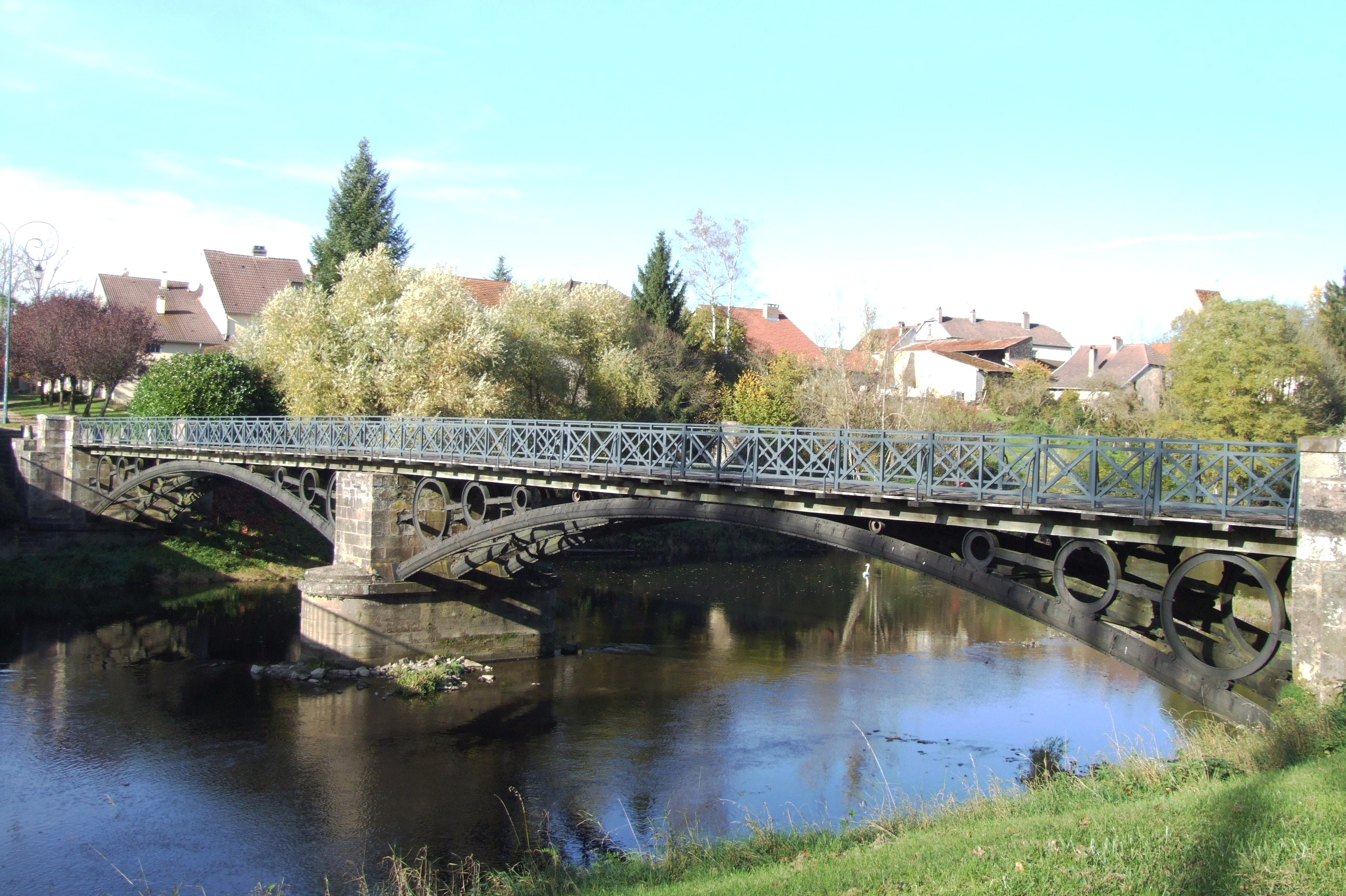
Pont de Bourguignon-lès-Conflans, sur la Lanterne.

Trois autres ponts ont été construits suivant ce procédé en Franche-Comté, entre 1843 et 1848, peut-être grâce à Nicolas Cadiat qui essayait de promouvoir ce procédé, soit parce que Polonceau avait pris sa retraite en 1843 à Roche, dans le Doubs Ils ont été construits entre Varigney et Dampierre, à Ranzevelle et Bourguignon-lès-Conflans. Seul ce dernier subsiste.
Après la reprise des ateliers de Dietrich par Jean-François Cail, on le retrouve, entre 1842 et 1848, ingénieur en chef des Houillères de l'Aveyron et des forges de Decazeville. Il est alors chargé de la création d'un grand atelier pour la construction des machines. Il se présente à la députation comme candidat Républicain, mais n'est pas élu. Il y construit des combles en fer pour des forges à l'anglaise, des machines motrices et des machines soufflantes. Il introduit dans le pays la construction des ponts en fonte. Il va aussi utiliser le rail Barlow, fabriqué à Decazeville, qu'il a réutilisé dans le pont d'Arcole. Il est directeur des forges d'Aubin en 1854.

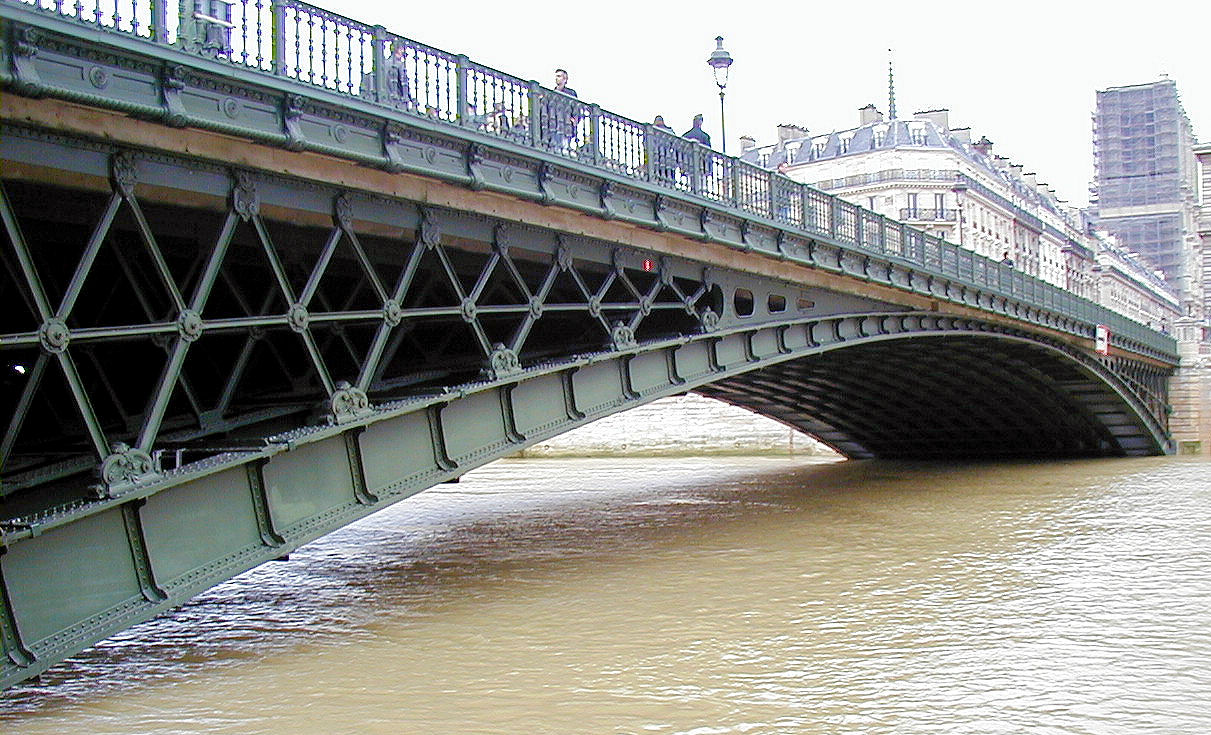
Pont d'Arcole sur la Seine, à Paris

Il quitte ensuite l'Aveyron et s'installe à Paris où il ouvre un cabinet d'ingénieur conseil. Il imagine alors remplacé la fonte par le fer dans la construction des ponts. Il invente un système de pont métallique appliqué aux ponts de Castelfranc, de Capdenac et d'autres villes du Midi.
Il travaille à partir de 1850 avec Alphonse Oudry sur ce nouveau système de pont en arc métallique avec lequel il prend des brevets en nom collectif qui a été utilisé pour la construction du pont d'Arcole à Paris ainsi que sur un système de pont suspendu plus rigide. Il invente un nouveau système d'ancrage des câbles pour la suspension des ponts. Il obtient le 18 septembre 1851 un brevet sur le perfectionnement des ponts en arc, des ponts suspendus et des fondations, complété par un additif le 27 mai 1852 concernant le pont tournant de Brest.

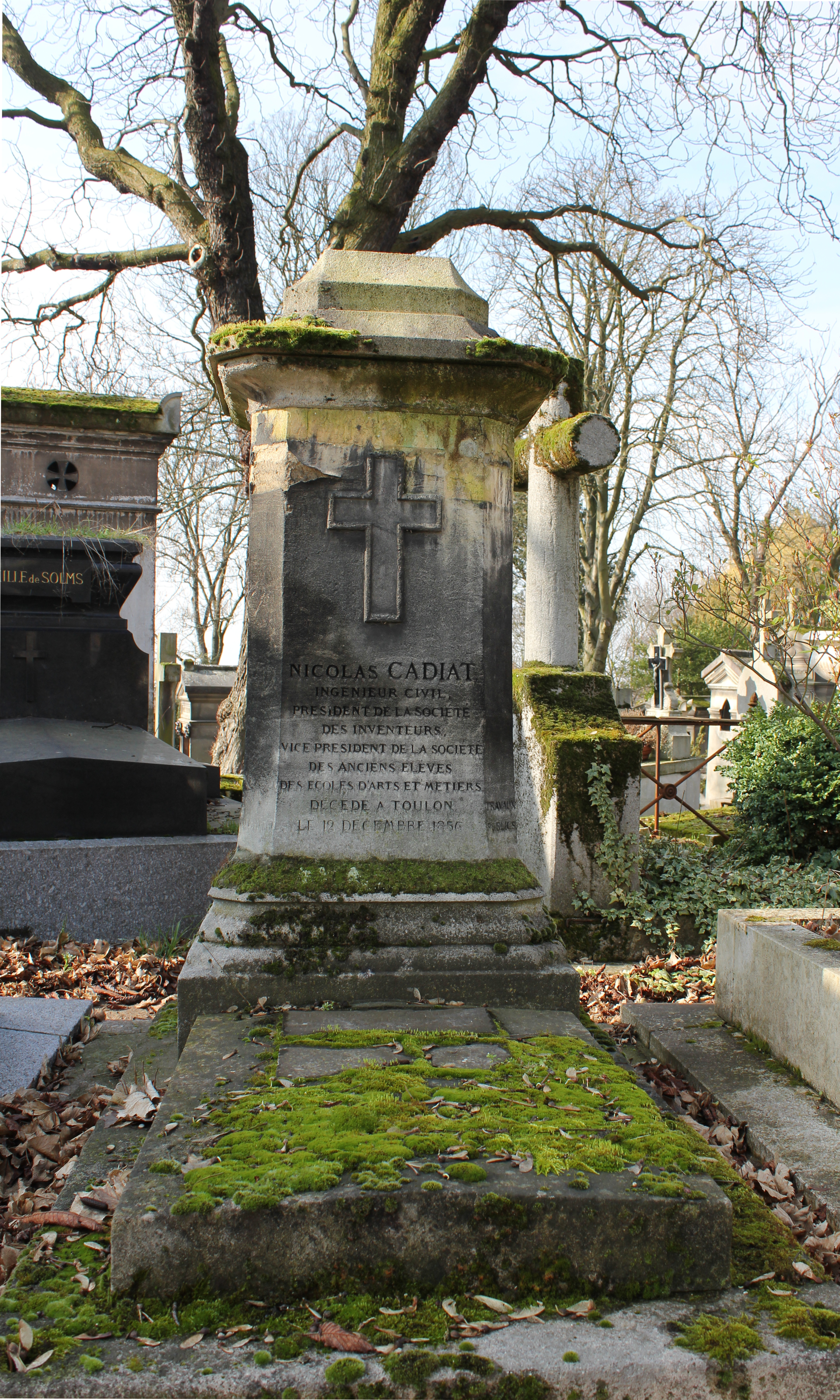
Tombe au cimetière du Père-Lachaise.

Alphonse Oudry, ingénieur des ponts et chaussées en poste à Cahors, avait proposé à la municipalité une solution pour assurer l'alimentation en eau potable de la ville en 1850. Par manque d'argent, la ville avait dû refuser. En 1850, Oudry propose un autre projet moins onéreux en utilisant la résurgence de la fontaine des Chartreux. Il propose de construire une usine élévatoire en utilisant une pompe actionnée par la force du courant du Lot remontant l'eau jusqu'à un grand réservoir de 2 200 m3 situé 50 m au-dessus, et de là, l'eau est redistribuée par des canalisations dont les premiers mètres se trouvent sous le pont Valentré. Le nouveau est approuvé en 1851. Il est réalisé par Cadiat et Oudry entre 1852 et 1853. La station de pompage est inaugurée le 22 janvier 1854.
En 1853, il fonde avec Alphonse Oudry la Compagnie des ponts en fer système Cadiat & Oudry. Il embauche Félix Moreaux comme directeur. Cette société a été reprise par celle de Jean-François Cail après la mort de Cadiat.
Il est avec Alphonse Oudry le concepteur du premier projet du Pont National reliant la rue de Siam au quartier de Recouvrance à Brest dont une maquette était exposée au Louvre en 1853, mais qu'il n'a pu voir réalisé et a été livré à la circulation le 21 juin 1861.
Inventeur fécond et modeste, on lui doit des travaux sur l'utilisation de la chaleur perdue des hauts-fourneaux, sur la turbine Cadiat brevetée en 1839, sur l'usage de la turbine pour la navigation sur les canaux, sur la trempe des surfaces des cylindres de laminoirs employés dans les forges, sur la purgation des mélasses, le clairçage et l'étuvage des sucres raffinés (demande de brevet du 3 décembre 1849), sur l'échappement de vapeur des locomotives, sur le filtrage des eaux, sur le lavage des minerais et des charbons. Il fit des études sur la distribution des eaux de la Seine dans les communes autour de Paris.
Il meurt à Toulon en 1856 pendant un séjour qu'il y faisait pour l'étude d'un projet d'alimentation en eau de la ville. Il est inhumé au cimetière du Père-Lachaise (52e division).

## Distinctions
- Vice-président de l'Association des inventeurs et des artistes industriels, fondée le 29 mai 1849 par le baron Taylor[18].
- Vice-président de la Société des anciens élèves des écoles d'Arts et Métiers.

## Famille
- Nicolas Joseph Victor Cadiat, né le 23 novembre 1836, à Mulhouse. Décédé en 1908.  Entré à l'École polytechnique, le 1er novembre 1854. Il est élève du Génie maritime le 1er novembre 1856. Il est affecté à Toulon comme sous-ingénieur de 3e classe entre 1858 et 1860. Il est adjoint  la Direction des constructions navales du 5e arrondissement maritime, auprès de Jean Pironneau. Nommé ensuite sous-ingénieur de 1re et 2e classe. Chevalier de la Légion d'honneur. Il est autorisé à travailler dans l'industrie, détaché en congé sans solde. Il est distingué, en 1857, pour l'invention de l'application de la force centrifuge dans la purification des minéraux ou de toutes substances dures similaires.
- Nicolas Ernest Cadiat, né le 14 février 1839 à Reichsoffen, Bas-Rhin, - mort le 7 octobre 1923 à Beaune, Côte-d'Or. Ingénieur de l'école Centrale des Arts et Manufactures, promotion 1859. Auteur de plusieurs livres techniques sur l'électricité et la construction navale.